# وارتکس یغیایان
وارتکس یغیایان (ارمنی: Վարդգէս Եղիայեան؛ زادهٔ ۶ آوریل ۱۹۳۶) اهل اتیوپی است. یغیایان  یک وکیل ارمنی آمریکایی متخصص در حقوق بین‌الملل است. او در راه اندازی چند پرونده دعوی علیه شرکت های بیمه در زمینه سیاست های بیمه‌ای که در اوایل قرن بیستم در زمان قتل عام ارامنه برای ارمنیان صادر شده بود شناخته می‌شود.